# Mem og Zin
|  | Sammenskrivningsforslag Artiklerne Ehmedê Xanî, Mem og Zin er foreslået sammenskrevet. (Siden februar 2018) Diskutér forslaget |

Mem og Zin (kurdisk: Mem û Zîn) er en klassisk kurdisk kærlighedshistorie nedskrevet i 1692. 
Det anses for at være den kurdisk forfatter og poet Ehmedê Xanî vigtigste værk. Værket er baseret på en sand historie og kan sammelignes med Romeo og Julie.